# Kuckuck Lustig
Kuckuck Lustig (schwedisch Lustig-gök) ist eine Geschichte von Astrid Lindgren.

## Handlung
Gunnar und Gunilla liegen bereits seit einem Monat krank im Bett. Ihre Eltern sind am Ende ihrer Kräfte, denn Gunnar und Gunilla geben nie Ruhe, sondern rufen immer wieder nach ihnen. Wenn ihren Kindern gerade nichts mehr einfällt, fragen sie ihre Eltern nach der Uhrzeit. So kann das nicht weitergehen findet der Vater und kauft Gunnar und Gunilla eine Kuckucksuhr. Erst glauben Gunnar und Gunilla, dass es sich um eine ganz normale Kuckucksuhr mit einer ganz normalen, hölzernen Kuckucksfigur handelt. Doch dann stellen sie fest, dass der Kuckuck sprechen und im Zimmer umherfliegen kann. Den Eltern dürfen sie nicht sagen, dass der Kuckuck lebendig ist, denn sonst wird dieser nie wieder sprechen, sondern nur Uhrzeit ansagen. Von nun an unterhält der Kuckuck die beiden Kinder und sie rufen kaum noch nach ihren Eltern. Außerdem hilft der Kuckuck den Kindern immer wieder und berichtet ihnen, was draußen vor sich geht. Kurz vor Weihnachten kontaktiert Kuckuck die Weihnachtswichtel, um den Kindern Weihnachtsgeschenke für deren Familien zu besorgen. Die beiden finden es gar nicht mehr so langweilig im Bett liegen zu müssen.

## Hintergrund
In Schweden wurde die Geschichte erstmals 1949 in der Kurzgeschichtensammlung Nils Karlsson-Pyssling (1952, deutsch Im Wald sind keine Räuber) veröffentlicht.
Außerdem wurde die Geschichte als Hörbuch herausgebracht. Sie wurde von Manfred Steffen gelesen und wurde 1992 auf Kassette, unter dem Titel Sonnenau und andere Geschichten veröffentlicht. Eine erneute Veröffentlichung erfolgte später auf CD unter dem Titel Astrid Lindgren. Märchen. Harald Schmidt las das Märchen auf einer Trainings-CD der Universitäts-Hals-Nasen-Ohren-Klinik Heidelberg für Hörgeschädigte. In Schweden las Astrid Lindgren die Geschichte selbst als Hörbuch.
Andreas Peer Kähler komponierte Musik zu dem Buch und anderen Märchen von Astrid Lindgren. Diese Musik wurde 2019 vom Kammerorchester Unter den Linden, unter dem Titel Astrid Lindgren – Märchenkonzert, aufgeführt.
Georg A. Weth (Text) verfasste aus dem Märchen zusammen mit Michael Summ (Musik) ein Singspiel. 1988 kam Georg A. Weth mit Astrid Lindgren in Kontakt. 1989 trafen sich beide erneut in Stockholm. Weth bekam von Astrid Lindgren ein Märchenbuch geschenkt, das auch die Geschichte Kuckuck lustig enthielt. Er war begeistert von dem Märchen und bat Astrid Lindgren, dasselbe dramatisieren zu dürfen. Sie willigte ein. Am 21. August 2003 wurde Kuckuck Lustig von dem Theater Deutsche Kammerschauspiele im Globe Theatre des Europa-Parks uraufgeführt. Danach ging das Ensemble in Deutschland, u. a. Wahlstedt, Siegen, Stuttgart, Theater Düren und in der Schweiz auf Tour. Benita Brunnert spielte die Titelfigur, den Kuckuck Lustig, Claudia Dusold die Gunilla, Matthias Burger den Gunnar, Michaela Egloff die Mutter und Mario Verkerk den Vater. Michael Summ komponierte die Musik zum Märchen. Die Inszenierung stammt von Georg A. Weth. Für die Choreographie und die Kostüme zeichnet Annette Greve und das Bühnenbild kreierten Gisela Richter und Joachim Brian. Zu dem Singspiel wurde auch eine CD mit den Liedern herausgebracht.
Mitte 2023 kündigte der schwedische Fernsehsender SVT an eine neue Weihnachtstradition mit Astrid Lindgren Filmen an. Hierbei sollen alte Astrid Lindgren Verfilmungen, gezeigt werden. Diese werden mit neuen Animationen umrandet. Die neuen Animationen sollen die Figur des Kuckuck Lustig zeigen, der die Geschichten erzählt. Unter dem Titel Astrid Lindgrens Weihnachten (Jul med Astrid Lindgren) werden in einer Stunde Geschichten von Astrid Lindgren erzählt. Ab Weihnachten 2023 werden die ersten Verfilmungen gezeigt, darunter Nils Karlsson-Däumling, Tomte und der Fuchs, Polly hilft der Großmutter oder einen Teil aus Ferien auf der Kräheninsel (Visst finns det tomtar; deutsch: Natürlich gibt es Tomte).

## Rezeption
Susanne Mierau von Geborgen-wachsen.de empfiehlt die Geschichte Eltern als Vorlesegeschichte. Gut geeignet sei die Geschichte beispielsweise für kranke Kinder, die im Bett bleiben sollten, aber es nicht wollen.
Die Lese Entdecker meint, dass die Erzählung wunderbar amüsant und sehr schön zum Vorlesen sei. Außerdem sei sie sehr gut für die Vorweihnachtszeit geeignet.
Annegret Seidel findet das Märchen zauberhaft und unbeschwert.

## Trivia
- Der Vater behauptet, Kuckucksuhren würden aus der Schweiz stammen. Diese Behauptung findet sich auch im Film Der dritte Mann. Tatsächlich stammt die Kuckucksuhr aus dem Schwarzwald.

## Ausgaben
- Allrakäraste syster, In: Nils Karlsson-Pyssling, Rabén & Sjögren, 1949, schwedische Ausgabe, illustriert von Eva Billow
- Веселая кукушка, АСТ, 2008, russisches Bilderbuch, illustriert von Заруцкая Н. (Zarutskaja N.), ISBN 978-5-17-052070-1

In Deutschland veröffentlicht in
- Im Wald sind keine Räuber, 1952, Verlag Friedrich Oetinger, Hamburg, illustriert von Eva Billow, ins Deutsche übersetzt von Karl Kurt Peters
- Astrid Lindgren erzählt, 1971, Verlag Friedrich Oetinger, Hamburg, illustriert von Margret Rettich, ins Deutsche übersetzt von Karl Kurt Peters
- Wir kommen zu euch – Geschichten von Kindern aus Schweden, 1972, Deutsches Lesewerk, Hamburg, illustriert von Ilon Wikland & Ingrid Vang Nyman, ins Deutsche übersetzt von Karl Kurt Peters
- Märchen, 1978, Verlag Friedrich Oetinger, Hamburg, illustriert von Ilon Wikland, ins Deutsche übersetzt von Karl Kurt Peters
- Erzählungen und Märchen, 2007, Verlag Friedrich Oetinger, Hamburg, illustriert von Ilon Wikland, ins Deutsche übersetzt von Karl Kurt Peters